# Reacție Briggs-Rauscher
O reacție Briggs-Rauscher este un tip de reacție chimică oscilantă care poate fi dată ca exemplu clasic de termodinamica de neechilibru, întrucât aceasta este un oscilator chimic. Culorile prezente în această reacție oscilează între galben-oranj și albastru, pe o durată de aproximativ 3-5 minute. Pentru realizarea soluției de reacție sunt necesare: iodat de potasiu în acid sulfuric (A), acid malonic și sulfat de mangan în apă (B) și peroxid de hidrogen 30% (C).

## Mecanism de reacție
Mecanismul de reacție este foarte complex, în mod similar reacției Belousov-Zhabotinsky. Schimbările care au loc în acest sistem se bazează pe două procese:
- A (non-radicalic): consumarea lentă a iodului de către acidul malonic în prezența iodatului, cu producerea intermediară de anion iodură.
- B (radicalic): un proces autocatalitic ce prezintă intermediari radicalici care vor converti peroxidul și iodatul la iod și oxigen. Poate avea loc doar la concentrații mici de iodură.

Inițial, concentrația de ioni iodură este mică, iar iodul se acumulează datorită procesului B. Între timp, procesul A generează ionul iodură intermediar, cu o viteză proporțională cu concentrația de iod. La un anumit punct, acesta oprește procesul B și nu se va mai produce iod liber, însă el continuă să fie consumat de procesul A. În cele din urmă concentrația de iod liber nu mai este suficientă pentru procesul A, iar procesul B reîncepe. Ciclul se repetă până la consumarea reactivilor.
Reacția generală a ambelor procese, se poate schema, aproximativ:
{\displaystyle {\ce {IO3 - + 2 H2O2 + CH2(COOH)2 + H+ -> ICH(COOH)2 + 2 O2 + 3 H2O}}}